# Liste von Schmetterlingen in Palau
Folgende Schmetterlingsarten kommen in Palau vor:

## Hesperiidae

### Coeliadinae
- Badamia exclamationis  (Fabricius, 1775)
- Hasora chromus chromus  (Cramer, 1780)

### Hesperiinae
- Parnara bada  (Moore, 1878)

## Papilionidae

### Papilioninae
- Graphium agamemnon enoplus  Jordan, 1909
- Papilio polytes palewensis  Nakamura, 1933

## Pieridae

### Coliadinae
- Catopsilia pomona  (Fabricius, 1775)
- Catopsilia pyranthe pyranthe  (Linnaeus, 1758)
- Eurema hecabe marginata  (Kishida, 1933)
- Eurema brigitta nebulosa  (Kishida, 1933)

### Pierinae
- Appias ada ardens  (Butler, 1898)

## Lycaenidae

### Theclinae
- Bindahara phocides isabella  (C Felder, 1860)

### Polyommatinae
- Petrelaea tombugensis  (Röber, 1886)
- Prosotas dubiosa dubiosa  (Semper, 1879)
- Jamides bochus palauensis  (Fruhstorfer, 1915)
- Catochrysops panormus papuana  Tite, 1959
- Lampides boeticus  (Linnaeus, 1767)
- Leptotes plinius pseudocassius  (Murray, 1873)
- Everes lacturnus pulchra  (Rothschild, 1915)
- Acytolepis puspa watasei  (Matsumura, 1915)
- Euchrysops cnejus cnidus  Waterhouse and Lyell, 1914

## Nymphalidae

### Danainae
- Danaus affinis rubrica  (Fruhstorfer, 1907)
- Danaus plexippus plexippus  (Linnaeus, 1758)
- Euploea eunice kadu  (von Eschscholtz, 1821)
- Euploea algea abjecta  (Butler, 1866)

### Satyrinae
- Melanitis leda ponapensis  Mathew, 1889

### Nymphalinae
- Hypolimnas antilope anomala  (Wallace, 1869)
- Hypolimnas octocula arakalulk  (Semper, 1906)
- Hypolimnas bolina nerina  (Fabricius, 1775)
- Hypolimnas misippus  (Linnaeus, 1764)
- Junonia villida villida  (Fabricius, 1787)
- Junonia hedonia zelima  (Fabricius, 1775)

### Heliconiinae
- Vagrans egista brixia  (Fruhstorfer, 1912)
- Phalanta exulans  (Hopkins, 1927)